# Tuam
Tuam (Tuaim en irlandais) est une ville du comté de Galway en république d'Irlande, au nord de la ville de Galway.
L'agglomération de Tuam compte environ 6 000 habitants.

## Histoire
La ville fait l'actualité en 2014 car certains médias ont annoncé la découverte des cadavres de 800 enfants dans les ruines d'un ancien couvent catholique ayant fait office de maternité et de maison pour enfants — le Bon Secours Mother and Baby Home — de 1925 à 1961. Peu après, ces médias, Associated Press et The Washington Post en tête, sont revenus sur ces affirmations et ont expliqué qu'ils s'étaient trompés,,. Cependant, en mars 2017, une commission d'enquête annonce la découverte effective de restes humains dans une structure souterraine divisée en plusieurs chambres.

## Religion
Tuam est le siège du diocèse de Tuam, Killala et Achonry de l’Église d’Irlande, à la cathédrale Sainte-Marie, et de l’archidiocèse catholique de Tuam, centre de la province catholique de Tuam, qui possède la cathédrale Notre-Dame-de-l’Assomption.

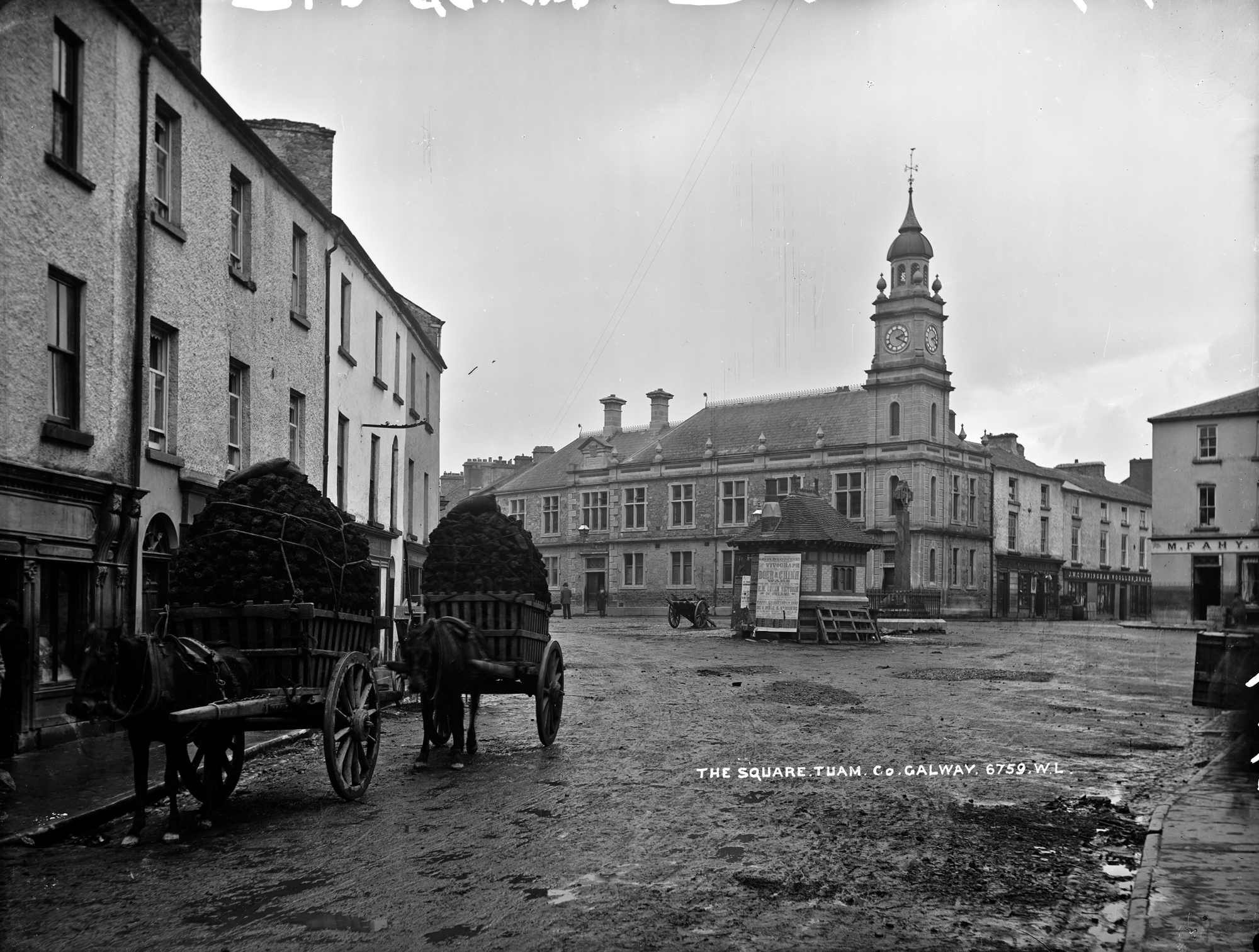
Place et hôtel de ville de Tuam, vers 1900.

## Personnalités liées à la ville
- Thomas Finney (1837-1903), homme d'affaires et homme politique australien, né à Tuam.
- Saint Jarlath de Tuam, saint patron de la ville et de l'archidiocèse de Tuam. Un festival a lieu en son honneur chaque année dans la ville.
- John MacEvilly (1818 - 1902), archevêque de Tuam de 1881 à 1902.